# Co’n’dorn
Co’n’dorn — дебютный студийный альбом украинского исполнителя Ивана Дорна. Диск был выпущен 25 мая 2012 года лейблом Moon Records на Украине и лейблом IKON в России. Запись пластинки проходила в течение 2010—2012 годов, в сотрудничестве с украинским продюсером и аранжировщиком Романом Bestseller и диджеем Pahatam. Перед выпуском альбома Иван Дорн успел выпустить несколько успешных синглов и получил внимание российской музыкальной прессы, в которой его называли одним из лучших исполнителей русскоязычной поп-музыки.
Записанный в жанрах поп-музыки, соула и фанка, Co’n’dorn также включает в себя элементы таких стилей и жанров, как неосоул, хип-хоп, ритм-н-блюз, хаус, электропоп, диско, рэп и постдабстеп. Отмеченное многими журналистами слияние этих музыкальных стилей, а также интеграция в музыку альбома западного поп-мейнстрима, сделали, по мнению обозревателей, его одной из самых оригинальных и самодостаточных пластинок в русскоязычной поп-музыке 2012 года.
Co’n’dorn получил положительные отзывы от музыкальных критиков. Большинство обозревателей посчитали, что альбом стал одной из лучших поп-пластинок, выпущенных в 2012 году. Александр Горбачёв из журнала «Афиша» писал, что Иван Дорн стал хэдлайнером новой волны русскоязычной поп-музыки. Алексей Мажаев из InterMedia отмечал востребованность именно такой массовой музыки аудиторией. Диск попал во многие списки лучших альбомов 2012 года, а Дорн был признан лучшим русскоязычным дебютантом в музыке по версии портала «Звуки.Ру». Журнал GQ назвал Co’n’dorn «идеальной поп-музыкой».
В поддержку альбома было выпущено восемь синглов, наибольшего успеха из которых добился «Стыцамэн», достигший летом 2012 года девятого места в российском радиочарте Tophit и второго места в чарте цифровых треков, по версии компании 2М и Lenta.ru. Сингл «Бигуди» добрался до 48-й строчки общего радиочарта Tophit. На песни «Стыцамэн», «Так сильно», «Северное сияние», «Синими, жёлтыми, красными» и «Идолом» были сняты музыкальные клипы, презентованные на видеохостинге YouTube. Co’n’dorn получил коммерческий успех и возглавлял российские чарты продаж альбомов, по версии компании 2М и по версии российского журнала Billboard. В российском чарте продаж альбомов на компакт-дисках пластинка заняла второе место и восьмое место в итоговом чарте Billboard Hot 50 за 2012 год.

## Предыстория
С 2007 года Иван Дорн был участником украинской поп-группы «Пара Нормальных», но в начале 2010 года покинул коллектив, чтобы начать сольную карьеру. Первое выступление исполнителя должно было состояться на дне рождения у четырнадцатилетнего подростка, которому просто нравился его голос. По словам исполнителя, ему позвонили и пригласили выступить, но никакого песенного материала он на тот момент ещё не записал. Тогда Дорн созвонился со своими старыми знакомыми Романом Bestseller и диджеем Pahatam и совместно они записали несколько композиций. «Самое обидное: мы так старались, реально волновались, хотели себя подать (в принципе это правильно, с тех пор я всегда так отношусь к концертам), но в тот момент, когда вышли на эту импровизированную сцену в Киеве, все, что увидели от именинника, это торчащие из-под стола кроссовки. Потому что он напился — 14-летний пацан, родители, слава богу, уехали!», — вспоминал позже исполнитель о первом опыте сольного выступления. Через какое-то время Дорн снимает первый свой клип на песню «Стыцамэн», на который он истратил свой гонорар от работы в «Паре Нормальных». Тем не менее, клип ему не понравился и он выбросил ленту с его записью, разругался с режиссёрами и, по его словам, впустую истратил деньги, потраченные на видео.
Через какое-то время артиста стали приглашать вести телевизионные передачи и он устроился работать ведущим на телеканале М1, а также победил в шоу «Зірка+зірка». Дорн говорил, что взялся за эту работу, чтобы заработать на новый клип для песни «Стыцамэн». В 2011 году исполнитель выпускает синглы «Тем более», «Ненавижу» и выпускает новое видео «Стыцамэн», снятое братьями Мисюра. Клип становится хитом в интернете. Певец начал активно давать концерты, и им заинтересовался генеральный директор российского лейбла IKON Влад Давыдов. Продюсер говорил, что его друг, менеджер группы Gorchitza, первоначально показал ему предмонтажную версию клипа на песню «Стыцамэн», а через некоторое время он увидел, как пьяные десантники «начали под неё отрываться». Давыдов созвонился с Дорном и, в итоге, они подписали контракт на два года, до 1 января 2013-го.
Весной 2012 года артист получил несколько положительных отзывов в российской прессе. В марте Булат Латыпов в «Афише» писал о Дорне, как о «новой безусловной звезде здешней эстрады» и посчитал, что его синглы «Стыцамэн», «Северное сияние» и «Ненавижу», возможно, позволят исполнителю в будущем стать законодателем моды в музыке. Олег Соболев из газеты «Коммерсантъ» назвал Дорна «лучшим в мире исполнителем русскоязычной массовой поп-музыки», который создаёт русскоязычные поп-песни, по его мнению, наиболее всего соответствующие общемировым тенденциям в популярной музыке. Редактор отдела музыки «Русского репортёра» Наталья Зайцева положительно отозвалась об исполнителе и писала, что «нашла в нём некую спасительную отстранённость от своих же песен». К этому моменту Иван Дорн уже получил свою первую российскую награду, выиграв в номинации «Прорыв года» на премии ZD Awards 2011.

## Запись
Однажды приехали в Симферополь, где, кстати, на нас почти никто не пришёл. Я подумал, что надо расширить программу, и мне в голову пришел мотив. Я сочинил текст и вечером его уже пел, забыл слова, придумывал на ходу — это было очень смешно. Я фанат органного баса, такого как у группы Nightcrawlers, от их песни «Push the Feelings on» я и отталкивался. Так появился «Стыцамэн». С этой песней мы сломали немало копий с ребятами, которые считали, что она слишком сложная, что её не возьмут на радиостанции. Мне, если честно, было на это наплевать.
В 2010 году, для своего первого сольного концерта Иван Дорн записал семь композиций, одна из которых была кавер-версией одной из песен группы «Пара нормальных». За неделю до первого выступления музыканту нужна была программа на 30 минут, но у него не было записано ни одного трека. Тогда Дорн созвонился с Романом Bestseller и диджеем Pahatam, сказав им, что необходимо в короткие сроки написать несколько песен, в количестве около семи штук. Музыканты договорились об оплате и за одну ночь написали семь композиций. Как вспоминал позже исполнитель, именно с этими песнями они дали первое выступление на дне рождения подростка. Из написанных в тот момент песен в репертуаре артиста остались «Ненавижу», «Тем более» и «Школьное окно», а две композиции Дорн впоследствии продал другим исполнителям. В итоге Роман Bestseller стал саунд-продюсером нового альбома и следующие полтора года работал с Дорном над записью пластинки, а DJ Pahatam делал партии ударных.
За год в домашней студии Романа Bestseller в Киеве были записаны «Стыцамэн», «Северное сияние» и «Синими, жёлтыми, красными» (последнюю написали и подарили Дорну участники украинской группы Apollo Monkeys Алекс Боев и Артур Полховский). Самой сложной для записи была песня «Стыцамэн»; Дорн объяснял, что у него с музыкантами были разногласия по поводу этой композиции, так как они считали её слишком сложной и что её не возьмут в ротацию на радио. Для песни «Северное сияние» Дорн придумал джазовую гармонию. В интервью для программы «Акулы пера: чёрный квадрат», исполнитель говорил, что записывалась песня совместно с Романом Bestseller и в какой-то момент им было «просто лень» создавать ритмический рисунок ударных для композиции. В итоге, они стали «перебирать барабанные семплы и наткнулись на олдскульный „апачи-дэнс“, который использовал, например, Fatboy Slim». Семпл ударных, по словам исполнителя, «все ассоциируют с брейк-дансом», но в «Северном сиянии» музыканты пытались сделать его лирическим. В январе-феврале 2012 года коллектив музыканта прекратил выступления, чтобы вплотную заняться записью пластинки и в течение двух месяцев был записан остальной материал для Co’n’dorn. Вокальные партии в скрытом треке «Полный» записал Роман Bestseller. Мастеринг альбома выполнил московский диджей DJ Krypton.

## Музыка и тексты

### Жанр и стилистика
В своей основе Co’n’dorn — это поп-альбом. Журнал Trill относил пластинку к жанрам фанка и соула. Оксана Мелентьева отмечала общую эклектичность записи, в которой также нашлось место стилистике ритм-н-блюза, хип-хопа и хауса. Аналогичную оценку стилистического разнообразия альбома отмечал и Алексей Мажаев из InterMedia, который писал, что «Иван Дорн не сделал ничего новаторского, но интуитивно сложил очень верный пазл из носившихся в воздухе кусочков. Тут и фанк образца Jamiroquai, и арэнби с человеческим лицом, и лукавые тексты с трудноуловимым смыслом… Тут и „лайтовая“ версия диско, и лаунж с чилл-аутом, и „Океан Эльзы“ с „Бумбоксом“, и даже Сергей Васильевич Челобанов». Обозреватель «Московского комсомольца» Алла Жидкова описывала музыку пластинки как «летнюю» и отмечала обилие в песнях фортепианных партий, «время от времени накрывающих все волнообразными заходами». «…именно так должно звучать неодиско, полученное из r’n’b 00-х, после того как через него пропустили мощный заряд электрического тока», — писала критик.
Критики отмечали, что в альбоме Дорн ушёл от стандартной рок-н-ролльной «куплетно-припевной» песенной схемы, в которой обязательно присутствует соло на гитаре и рефрен. Взамен была предложена альтернатива, популярная в западной поп-музыке: синтетический бит, поверх которого звучит хип-хоповый речитатив. Перечень песен в альбоме варьируется от танцевальных треков, до баллад в сопровождении фортепиано и струнных; многие песни имеют джазовую гармонию. В прессе отмечалась общая танцевальная направленность альбома, чему поспособствовали «мастерски сделанные минуса в духе евродиско и электропопа». В большинстве песен использовались синтезаторы, «витые басовые линии и гитарный „чёс“». Музыкальные журналисты находили в звучании пластинки отсылки к работам таких музыкантов, как Мейер Хоуторн, Крейг Дэвид, Фаррелл Уильямс, Krec, Royksopp, Vitalic, Anoraak и Фрэнк Оушен. Сами музыканты отмечали, что вдохновлялись очень разной музыкой — от Nightcrawlers до N.E.R.D.

### Песни
Альбом открывает лаунжевая минутная интерлюдия «Оуе пахатам», которая была описана как спокойный и расслабляющий трек. «Бигуди» — это ритмичная танцевальная композиция, записанная в стилистике близкой к песне Modjo «Lady». Текст песни представляет собой монолог, в котором исполнитель рассказывает «про волосы прелестницы, накрученные на бигуди». В куплетах Дорн поёт строчки: «Если мне быть тобою было бы страшно, знаешь, бэйба, я не скрою, на тебя смотрит каждый. А ты улыбаешься, молчишь, никому ни слова, когда каждый мечтает с тобою лова, лова». Журналисты особенно выделяли слова «каждый мечтает с тобою лова-лова». Далее следует гитарная композиция «Тем более», в которой рассказана история об одном из дней лирического героя исполнителя. Фанк-композиция «Ненавижу» была описана как «типичный „дорновский“ трек».
По словам исполнителя, песню «Школьное окно» он написал с другом детства: «…на лавочке возле старой школы, в моём родном городе Славутиче. Мы её немножко изменили и решили, что она обязательно войдёт в наш альбом. Эта песня посвящена моей давней школьной любви». Композиция была записана в джазовой стилистике, в сопровождении «чувственных» струнных и клавишных партий. «Северное сияние» записана в жанре даунтемпо и отмечалось, что её ритм-секция выдержана в духе работ группы «Бумбокс». Песня была описана, как «стильная, семплированная, минорная композиция о неразделенных чувствах». Заканчивается композиция ритмичной, полуинструментальной кодой. «Так сильно», по мнению обозревателей, лучше всего отражает летнее настроение всего альбома. Вокальные партии в песне исполнены в рэп-стилистике, а текст был отмечен как один из самых остроумных на пластинке и «приглашает прокатиться по душному вечернему, залитому заходящим солнцем городу».
«Кричу» — это танцевальная электропоп-композиция, с элементами диско и фанка. «Стыцамэн» был записан как клубный, танцевальный трек. В песне находили сильное влияние хауса. Иван Дорн говорил о песне, что она написана для того, чтобы пробить стену советского шоу-бизнеса: «Стыцамэн — это такой супергерой, который врывается в мозги человека с примитивным музыкальным мировоззрением и кричит ему „Э-э-эй! Не слушай это говно!“», — объяснял исполнитель. Редакция журнала «Афиша» назвала рефрен «Стыцамэна» припевом 2012 года и в издании писали, что в песне Дорн «примерил на русский бит и язык костюмы Кельвина Харриса и Мейера Хоторна, приспособил под нужды танцполов и магнитол одной шестой новый дискохаус, R’n’B и постдабстеп».
«Синими, жёлтыми, красными» — это поп-соул-композиция; при этом отмечалось, что Дорну удалось записать русскоязычный соул непохожим на кальку с западных образцов. Песню описывали как меланхолическую, тихую и печальную композицию, со строчками: «Если бессмысленно, то незачем меня понимать и головой кивать. Если неискренне, то больше не нужно в любовь играть и фразам моим внимать…». В аккомпанементе использованы гитарные арпеджио, обработанные эффектом delay. «Идолом» критики относили к жанрам диско, техно и европоп, с отсылками к Рошин Мёрфи. Музыку песни отмечали как очень энергичную: «…вокруг всё кипит, бурлит и шпарит. Ударные бьют по четвертям, электроника зудит пилами на заднем плане, бас, так и совсем сходит с ума», — и описывали её как «типичное осовремененное диско в европоп-упаковке». Несколько критиков отметили фразу песни: «Мне уже многие высосали соки, я лучше буду сам одинокий», как одну из самых запоминающихся в альбоме.
В безымянной композиции «???» использован ритм, мерно постукивающий вслед за ходом часов. На дорожке также присутствует скрытый трек «Полный», исполненный Романом Bestseller. В тексте присутствуют строчки: «Я с недавних пор толстый. Не снесут меня волны, не подымет вулкан. А наклонности словно. Я как максимум скромный, чтобы верить весам». В «Афише» скрытый трек причислили к песням года и описывали его как «баловства ради сделанный игривый и неотразимый русский постдабстеп».
«Город» была причислена критиками к лучшим песням пластинки. Алексей Мажаев писал, что «…обволакивающий саунд [альбома], который, когда он в сговоре с хитовой мелодией, как в песне „Город“, совершенно лишает слушателя воли к сопротивлению». Отмечалось, что композиция была записана в духе произведений Михея и «проникновенно воспевает» любимый город Дорна. Закрывающая альбом «Стайлооо» была раскритикована за нецензурное содержание и названа контрастирующей со всем остальным материалом Co’n’dorn.

## Релиз и продвижение

Иван Дорн на обложке июньского номера Billboard Russia

10 мая 2012 года Иван Дорн выступил в телепередаче «Вечерний Ургант», где исполнил песню «Синими, жёлтыми, красными» и проанонсировал выход своего дебютного альбома. К концу мая альбом был назван самым ожидаемым релизом весны. Ожидания основывались на количестве запросов в интернете по новым песням исполнителя, которые превысили отметку в пять миллионов. 17 мая на стриминг-сервисе Яндекс.Музыка состоялось предпрослушивание Co’n’dorn. Диск был доступен для прослушивания в ограниченном доступе в течение двадцати часов. Первоначально артист не собирался выпускать альбом, так как не видел в этом экономической выгоды, но через год изменил своё решение: «[Я] подумал: „Чёрт, надо же как-то подытожить свою творческую деятельность“. Просто захотелось сочинять что-то новое, в том же стиле, но другое. Ну и решил, что надо подытожить наше творческое направление. Альбом у нас скорее не как момент заработка, а как: „Вот, пожалуйста, наш творческий период, отсюда и досюда, мы закончили“». В продвижении альбома Дорн сотрудничал с интернет-каналом Ello (YouTube), на котором была размещена специальная видео-презентация песен из Co’n’dorn.
Релиз альбома на физических носителях состоялся 25 мая 2012 года. 29 мая прошёл цифровой релиз пластинки на портале MUZ.RU. Также диск был выпущен на портале Kroogi, по схеме «заплати, сколько считаешь нужным». Иван Дорн появился на обложке июньского номера российской версии журнала Billboard. Номер был посвящён новым звёздам в российском шоу-бизнесе и в журнале писали: «Главным героем среди них с уверенностью можно считать украинца, которому уже прочат славу Jamiroquai, Ивана Дорна». В издании так же проводился конкурс, призом в котором выступил новый альбом исполнителя. Помимо выпуска на компакт-дисках и в цифровом формате, также был подготовлен релиз в новом формате — мобильном приложении 3Plet («триплет»). InterMedia и Billboard Russia сообщали, что 3Plet, включающий в себя музыку, графику и тексты, будет интегрирован с видеохостингом YouTube и социальными сетями и отмечали его дешевизну, как конкурентное преимущество перед обычными форматами. Перед выпуском приложения Дорн объявил о конкурсе для иллюстраторов на двух платформах — международной talenthouse.com и крупной российской citycelebrity.ru. Также было объявлено, что исполнитель представит новый 3Plet-альбом на международных конференциях MIDEM (Франция), SXSW (США) и ADE (Нидерланды).

### Название и оформление
Название альбома, которое первоначально можно посчитать провокационным, на самом деле расшифровывается, как фраза «Команда и Дорн». Исполнитель зашифровал его таким образом, чтобы показать, что над альбомом работал не он один, а команда музыкантов. Альбом состоит из двух дисков: первый содержит студийные записи, второй — черновой, на котором собраны демозаписи песен. Исполнитель рассказывал, что у него накопилось много песен, некоторые из которых были уже опубликованы или существовали в «пиратских» версиях, а некоторые не были известны. В частности, в диск были включены не только окончательные варианты песен, но и также демозаписи и черновики представленных работ. Поэтому альбом было решено разделить на две части: «Черновик» и «Беловик». В пресс-релизах Co’n’dorn описывали, как «музыкальный эксперимент на тему фанка, неодиско, рэпа и хауса. Он включает 14 песен, 2 ремикса на песню „Стыцамэн“, а также три скрытых трека (один из них — в исполнении Романа Bestseller’a, музыкального продюсера альбома»). Обложка альбома выполнена в чёрно-белой цветовой гамме, в которой на размытой фотографии можно наблюдать берег моря, на котором спиной к смотрящему стоит мужчина, руки которого в карманах.

### Промотур
Презентация альбома состоялась 25 мая 2012 года в киевском клубе Crystal Hall. На концерте с Дорном выступали Роман Bestseller (гитарист, бэк-вокалист, саунд-продюсер) и Лимонадный Джо (битмейкер, dj). Олександр Борцов из Rok.kiev.ua назвал презентацию «красочным шоу». Во время выступления были исполнены все песни из нового альбома, а также кавер-версия «Can't Stop» группы Red Hot Chili Peppers и кавер-версия композиции «Sweet Dreams». Исполнитель прокомментировал успех презентации, сказав, что презентация альбома в Киеве стала одним из самых волнующих для него выступлений, но публика, по его мнению, встретила музыкантов очень тепло.
26 мая 2012 года презентация прошла в Известия Холл в Москве. Билеты на московскую презентацию альбома были распроданы за две недели до концерта. Сам Дорн говорил, что был удивлён, когда на концерте зал пел все песни вместе с ним. Сергей Мудрик из «Звуков. Ру» дал положительную оценку прошедшему концерту и писал, что представленное шоу оправдало все выданные ранее Дорну журналистами и публикой авансы. По его мнению, для клубных выступлений Дорн и его команда музыкантов звучат на хорошем уровне, создавая «энергичное увлекательное шоу» при минимальном использовании человеческого ресурса и задавался вопросом, в какую сторону музыканты двинутся далее, подразумевая более крупные площадки для выступлений. Алла Жидкова из «Московского комсомольца» также отмечала аншлаг на концерте. Она писала, что когда до начала оставалось несколько минут, очередь всё ещё стояла перед входом в клуб. С другой стороны, журналистка посчитала, что такой успех вызван скорее тем, что Дорн вошёл «в моду»: «…мода капризна и изменчива, сегодня в фаворе замороченный Дорн, завтра — примитивные песни „бабушек-старушек“, под которые уже танцует на дискотеках половина Европы». 9 июня Дорн выступил на международном фестивале Zavtra в московском парке Горького.

#### Даты концертов
| 2012 год         |                 |                |                                           |
| 25 мая 2012      | Киев            | Украина        | Crystal Hall                              |
| 26 мая 2012      | Москва          | Россия         | Известия Hall                             |
| 27 мая 2012      | Сургут          | Россия         | РК Вавилон                                |
| 6 июня 2012      | Красноярск      | Россия         | Клуб «Облака»                             |
| 8 июня 2012      | Астана          | Казахстан      | Live concert                              |
| 9 июня 2012      | Москва          | Россия         | Парк имени Горького (фестиваль Zavtra)    |
| 10 июня 2012     | Санкт-Петербург | Россия         | Фестиваль Zavtra                          |
| 13 июня 2012     | Бишкек          | Кыргызстан     | РЦ Cosmopark                              |
| 15 июня 2012     | Астана          | Казахстан      | Martini Terrazza                          |
| 21 июня 2012     | Тюмень          | Россия         | De Pompadour Club (День рождения Европы+) |
| 29 июня 2012     | Москва          | Россия         | White Rabbit                              |
| 6 июля 2012      | Астана          | Казахстан      | —                                         |
| 19 июля 2012     | Тверь           | Россия         | «Отдых»                                   |
| 12 июля 2012     | Москва          | Россия         | Artplay                                   |
| 31 июля 2012     | Москва          | Россия         | ДК Революция                              |
| 4 августа 2012   | Ростов-на-Дону  | Россия         | Embargo Villa                             |
| 16 августа 2012  | Ялта            | Украина        | IKON Concert Hall                         |
| 18 августа 2012  | Евпатория       | Украина        | Клуб «Амстердам»                          |
| 24 августа 2012  | Воронеж         | Россия         | Angels Fashion Palace                     |
| 31 августа 2012  | Тверь           | Россия         | Морозов Холл                              |
| 7 сентября 2012  | Киев            | Украина        | Serebro                                   |
| 8 сентября 2012  | Харьков         | Украина        | Мисто                                     |
| 14 сентября 2012 | Калининград     | Россия         | Ситипарк                                  |
| 5 октября 2012   | Смоленск        | Россия         | РК Губернский                             |
| 7 октября 2012   | Курск           | Россия         | Клуб «Матрица»                            |
| 10 октября 2012  | Симферополь     | Украина        | Клуб «Малибу»                             |
| 12 октября 2012  | Омск            | Россия         | Клуб Angar                                |
| 26 октября 2012  | Санкт-Петербург | Россия         | СКК «Петербургский»                       |
| 27 октября 2012  | Нижний Новгород | Россия         | Milo                                      |
| 28 октября 2012  | Киров           | Россия         | Gaudi Hall                                |
| 29 октября 2012  | Киев            | Украина        | Bolero                                    |
| 2 ноября 2012    | Минск           | Беларусь       | Клуб «Миллениум»                          |
| 4 ноября 2012    | Краснодар       | Россия         | Arena Hall                                |
| 6 ноября 2012    | Орёл            | Россия         | —                                         |
| 10 ноября 2012   | Томск           | Россия         | Teatro                                    |
| 11 ноября 2012   | Красноярск      | Россия         | Клуб «Облака»                             |
| 15 ноября 2012   | Екатеринбург    | Россия         | Клуб «Теле-клуб»                          |
| 16 ноября 2012   | Тюмень          | Россия         | Клуб «Горький»                            |
| 19 ноября 2012   | Лондон          | Великобритания | DSTRKT                                    |
| 23 ноября 2012   | Баку            | Азербайджан    | Buta Palace                               |
| 25 ноября 2012   | Харьков         | Украина        | Royal Night Club                          |
| 2 декабря 2012   | Самара          | Россия         | Клуб Lust                                 |
| 8 декабря 2012   | Москва          | Россия         | КЗ «Космос»                               |
| 10 декабря 2012  | Москва          | Россия         | Soho Rooms                                |
| 22 декабря 2012  | Ташкент         | Узбекистан     | —                                         |
| 31 декабря 2012  | Москва          | Россия         | Известия Hall                             |

## Реакция критики
| Оценки критиков  | Оценки критиков |
| Источник         | Оценка          |
| ---------------- | --------------- |
| Afisha.uz        | (8/10)          |
| Apelzin.ru       | [ 13 ]          |
| Billboard Russia | (положительная) |
| InterMedia       | [ 14 ]          |
| MUZ.RU           | [ 9 ]           |
| NewsMusic.ru     | (8.5/10)        |
| Time Out         | (положительная) |
| Trill            | [ 4 ]           |
| Weburg.net       | (7.5/10)        |
| Афиша            | [ 8 ]           |
| Ъ-Weekend        | (положительная) |
| Русский репортёр | (положительная) |

Co’n’dorn получил положительные отзывы от музыкальных критиков. На сайте RateMate диск собрал совокупную оценку в 81 % из 100 возможных, основанную на пяти рецензиях музыкальных критиков. Большинство обозревателей посчитали, что альбом стал одной из лучших русскоязычных поп-пластинок, выпущенных в 2012 году. Отмеченная многими журналистами интеграция в музыку альбома западного поп-мейнстрима, а также слияние соула, фанка, транса и других музыкальных жанров, по мнению обозревателей, сделали Co’n’dorn самодостаточной и оригинальной работой.
Обозреватель «Коммерсантъ-Weekend» Борис Барабанов писал, что альбом оказался пригоден к прослушиванию массовой аудиторией: он отмечал на нём присутствие достаточного количества хитовых мелодических ходов, а в целом, по мнению автора, материал диска оставляет уникальное чувство полной импровизации, которая возникает будто непринуждённо. Алексей Алеев из Billboard Russia дал диску позитивную оценку. Автор писал, что достоинства музыки Дорна сделали из него звезду за «пару месяцев», практически не потребовав затрат. Он посчитал, что Co’n’dorn способен произвести сильное впечатление и ему показалось, что в России давно не появлялось такой лёгкой, открытой и пригодной к прослушиванию поп-пластинки. «„В левом ухе си-бемоль, так и хочется танцев“ — Дорн не только озвучил требования множества русскоговорящих людей, но и умудрился их удовлетворить», — писал Алеев.
Олег Лузин из Weburg.net также поставил альбому высокую оценку и говорил, что ориентирующийся на Джастина Тимберлейка и Крейга Дэвида исполнитель записал «по-настоящему хороший R&B и соул». Отмечая, что альбом в целом оказался перепродюсированным, автор писал, что при наличии аутентичного вокала, качественно записанной музыки, стиля и хитов Co’n’dorn оказался хорошим поп-альбомом. Георгий Тимофеев из Apelzin.ru так же дал положительную оценку альбому. По его мнению, музыка Ивана Дорна — что-то, что ранее нельзя было услышать от русскоязычных музыкантов, назвав её появление новой страницей в музыке пост-советского пространства. Критик отметил много неожиданностей в альбоме, хотя, по его мнению, он включает и изъяны.
Александр Горбачёв из журнала «Афиша» дал положительную рецензию на альбом и писал, что Иван Дорн входит в новую волну русскоязычной поп-музыки, в которой, условно, так же существуют Нюша и Ёлка. «Дорн несоветский. Совсем несоветский (причем, что важно, именно не-, а не анти-). Это человек из поколения, за детские уши которого на равных конкурировали группа „Фристайл“ и Ленни Кравиц, — и понятно, кто побеждал. Это сонграйтер, которому параллельный путь русской поп-музыки, протоптанный ранним Шурой и покойным Михеем, милее магистрального». Критик описывал Дорна как сложившегося кумира небольших, но достаточно заметных социальных групп людей, которые готовы более чётко формулировать свои запросы как к произведениям культуры, так и в области потребления. Алексей Мажаев из InterMedia дал диску положительную оценку (4 балла из 5). Журналист писал, что Дорн выпустил альбом в удачное время, когда «навязанные продюсерами проекты вызывают смех и жалость» и его песни оказались именно тем, что востребовано аудиторией. «„Co’n’dorn“ странно рекомендовать в качестве „лучшего диска-2012“, однако он явно обязателен для прослушивания, и велика вероятность, что пластинка задержится в вашем плеере надолго», — отмечал автор обзора.
Надя Журавлёва из Afisha.uz дала альбому положительную оценку (8 из 10 баллов) и писала, что диск выгодно отличается от всего остального, что способна предложить русскоязычная поп-сцена. Журналист отмечала, что исполнитель просто удачно интернировал достижения западного поп-мейнстрима, однако пришла к выводу, что в конечном счёте публика получила ещё одного русскоязычного музыканта, которых, по её мнению, не стыдно поставить в свой плейлист. Музыкальный обозреватель NewsMusic.ru Дмитрий Прочухан так же дал положительный отзыв на работу. Журналист посчитал, что Дорну удалось «создать свой неповторимый образ» и, наряду с певицей Ёлкой, он относил исполнителя к главным прорывам года в отечественной поп-музыке.
Наталья Зайцева из «Русского репортёра» дала диску положительную оценку и описывала запись как хороший поп-альбом, созданный без претензий альтернативной музыки: «В первую очередь у Дорна хорошая музыка. Меломаны тут же найдут несколько цитат из классики и ритмы, напоминающие о лучших образцах соула и фанка. Ивана Дорна многие называют русским Jamiroquai. Это танцевальная поп-музыка без претензий», — писала журналистка. Эвристем из MUZ.RU дал альбому положительную оценку и посчитал, что его можно описать как «нестыдная эстрада». По мнению автора, Дорн многое взял в своей музыке из экспериментов украинской группы 5’Nizza, скрестив это с современным западным поп-мейнстримом («хип-хоповый речитатив под монотонный синтетический бит»). В итоге автор пришёл к выводу, что Co’n’dorn — «это не зализанный до полусмерти безликий продукт из „музыкального Ашана“, здесь все по-настоящему, по-взрослому и без трусов, и это ни капельки не стыдная нагота. Такой эстрады не надо стесняться!».
Екатерина Жгутова из MuseCube.org дала диску положительную оценку и называла его самодостаточной и оригинальной работой. Оксана Мелентьева, обозреватель музыкального онлайн-журнала Trill, дала Co’n’dorn высокую оценку в 4 балла из 5-ти. Критик отмечала эклектичность пластинки и писала, что она производит впечатление тем, что её музыка не является похожей на творчество других артистов: «Действительно особенная, вобравшая понемногу отовсюду, в то же время ни на кого не похожая, где-то дерзкая, где-то сентиментальная музыка. Песни Дорна звучат легко и непринужденно, без стеснения, будто сочинены чуть ли не на ходу, при этом все в них продумано до мелочей. Эту музыку невозможно ставить фоном — она всецело требует внимания и действия: песни поются да танцы танцуются с Иваном и компанией нон-стопом», — отмечала Мелентьева.

### Рейтинги и награды
Co’n’dorn попал в список лучших альбомов первого полугодия 2012 года, по итогам голосования читателей журнала «Афиша». Пластинка разделила 16-е—17-е места с альбомом Valtari исландской группы Sigur Ros. Журнал Time Out включил диск в список «7 лучших новых альбомов» 2012 года. Музыкальный обозреватель журнала Андрей Никитин, отмечая большой потенциал Ивана Дорна, писал, что «если полгода назад о нём только-только начинали говорить, то сейчас это главный секс-символ среди столичных студенток без видимых конкурентов. Первый большой концерт в Москве доказал: успех массовый, любовь народная — то ли ещё будет».
По итогам 2012 года Co’n’dorn попал в несколько списков лучших альбомов. Журнал «Афиша» поместил его в свой список «Музыкальные итоги-2012. Альбомы года», при этом причислив к главным релизам. Онлайн-журнал Trill включил работу в свой рейтинг «Лучшие альбомы 2012», где поместил пластинку на 20-е место. В рейтинг были включены альбомы «в определенной степени способствующие развитию музыки, поднимающие планку качества или расширяющие границы стилей», по мнению редакции издания. Co’n’dorn стал вторым по популярности альбомом за год у пользователей екатеринбургского онлайн-журнала Weburg.net. Редакция интернет-портала MUZ.RU внесла пластинку в список «Итоги года: 50 самых интересных альбомов. Выбор редакции».
Идеальная поп-музыка — крайне непривычное в русскоязычном сегменте явление. Называть Дорна guilty pleasure — большой самообман, потому что ничего стыдного в этих ладно сыгранных, хорошо спетых и невероятно привязчивых песнях на самом деле нет.
Редакция портала «Звуки.Ру» назвала Ивана Дорна лучшим дебютантом 2012 года. Интернет-издание Afisha@Mail.ru включило Co’n’dorn в список «10 украинских альбомов 2012 года». На сайте писали, что диск «стал популярным ещё до того, как увидел свет, благодаря сети интернет и живым выступлениям Ивана. А после выпуска альбом вскоре занял лидирующие позиции во многих музыкальных рейтингах». Украинский сайт Top10.ua поместил альбом на вторую строчку в редакционном рейтинге «Итоги 2012: 10 главных релизов украинской музыки». В издании писали: «Благодаря Дорну, в России весь год говорили о новой счастливой жизни новой украинской поп-музыки — очевидно, что это страшное заблуждение, но все свои награды Ваня заслужил действительно хорошими песнями».
Российский журнал «Сноб» включил дебютный альбом Дорна в список «25 альбомов года, которые не дадут покоя ни ногам, ни голове», поместив его на 12-ю строчку. Вадим Рутковский описывал пластинку: «Не лишенная шика поп-музыка — родом с Украины, впрочем, без национальных особенностей. Если не считать таковой отсутствие установки на строгий формат, губящей любые проявления таланта в эстраде российской». Журнал GQ причислил Co’n’dorn к альбомам года. Григорий Биргер отмечал новый уровень звучания современного ритм-н-блюза в альбоме и сравнивал работу с дебютным альбомом Фрэнка Оушена Channel Orange (2012). «В итоге получился альбом, который мог бы записать только украинец, зато интересен он будет, кажется, всем, у кого хватит в себе моральных сил признать, что это всё правда круто», — подытожил журналист. Наталья Малахова из «Московского комсомольца» внесла пластинку в список «Калейдоскоп самых громких пластинок-2012», где отмечала, что Дорн стал общепризнанным «открытием года», но неоднозначно отнеслась к исполнителю, написав, что логически определить причину его успеха крайне сложно. «…может быть, когда флер „первой влюбленности“ рассеется, [поклонники] обратят внимание на содержание. Или на его отсутствие?», — предположила журналист.
На независимой музыкальной премии «Степной волк» 2012 года «Стыцамэн» был номинирован в категории «Видео». На премии RU.TV 2012 Иван Дорн получил две номинаций в категориях «Лучший старт» и «Лучший рингтон» (обе за песню «Стыцамэн»). В итоге исполнитель победил в первой номинации. Co’n’dorn был номинирован на украинскую музыкальную премию YUNA Awards 2012 в категории «Лучший альбом». Иван Дорн также получил ещё несколько номинаций, в том числе: «Лучшая песня» («Стыцамэн»), «Лучший исполнитель», «Лучший композитор» и «Лучший автор слов». В итоге, пластинка была признана лучшей украинской записью года. Диск получил номинацию на премию ZD Awards 2012 в категории «Альбом года». На премии Муз-ТВ 2013 Дорн представлен в четырёх номинациях: «Лучший исполнитель», «Лучший альбом», «Лучшая песня» (дважды, за песни «Бигуди» и «Синими, жёлтыми, красными») и «Лучшее видео» (за «Синими, жёлтыми, красными»).

## Коммерческий успех
15 июня Co’n’dorn дебютировал на 17-м месте в российском чарте альбомов по версии компании 2М и Lenta.ru. Через две недели диск поднялся в чарте до десятой позиции. В чарте, опубликованном 6 июля, альбом достиг второй позиции, а сингл «Стыцамэн» поднялся до второго места в чарте продаж и стриминга цифровых треков. Через восемь недель после дебюта Co’n’dorn возглавил российский чарт альбомов. Российские чарты за 27-ю и 28-ю недели вышли под заголовком «Идентификация Дорна» и обозреватель Lenta.ru отмечал, что это очень хороший результат для дебютанта: «Ивана Дорна уже сейчас критики называют самой яркой из новых звезд в постсоветском шоу-бизе, а „Звуковая дорожка“ МК вручила ему премию „Прорыв года“. И это не лишено оснований». Отмечая качественный материал дебютного диска исполнителя, в издании говорили и о некоторой «затянутости» пластинки, в связи с чем описывали Дорна как «синглового исполнителя». В заключение на сайте писали, что «в нашем локальном масштабе 2012-й уже уверенно можно аттестовать как „год Дорна“».
По информации российского Billboard Co’n’dorn дебютировал в чарте продаж альбомов журнала за июнь 2012 года на третьем месте. В чарте за август альбом возглавил рейтинг продаж. В итоговом чарте Billboard Hot 50 за 2012 год пластинка заняла восьмую позицию. По информации MUZ.RU, альбом стал вторым самым покупаемым в каталоге интернет-магазина за 2012 год. В итоговом чарте продаж альбомов в России за 2012 год Co’n’dorn занял вторую позицию, уступив только альбому Мадонны MDNA (большая часть продаж последнего пришлась на бесплатные загрузки по рекламной сделке с сервисом Яндекс. Музыка).

## Список композиций
| №   | Название                                            | Автор(ы)                                                              | Длительность |
| --- | --------------------------------------------------- | --------------------------------------------------------------------- | ------------ |
| 1.  | «Оуе пахатам»                                       | Иван Дорн, Роман Мясников                                             | 1:24         |
| 2.  | «Бигуди»                                            | Алексей Колиоглу, Дорн                                                | 4:52         |
| 3.  | «Тем более»                                         | Kenneth Gamble, LEON HUFF, Евгений Яременко, Владислав Курочкин, Дорн | 2:46         |
| 4.  | «Ненавижу»                                          | Яременко, Дорн, Мясников                                              | 3:40         |
| 5.  | «Школьное окно»                                     | Дорн, Мясников                                                        | 3:28         |
| 6.  | «Северное сияние» (скрытый трек «Тик-так»)          | Дорн, Мясников                                                        | 4:48         |
| 7.  | «Так сильно»                                        | Kenneth Gamble, LEON HUFF, Яременко, Дорн                             | 3:58         |
| 8.  | «Кричу»                                             | Дорн                                                                  | 2:46         |
| 9.  | «Стыцамэн»                                          | Дорн                                                                  | 3:53         |
| 10. | «Синими, жёлтыми, красными» (by Apollo Monkeys)     | Алекс Боев, Артур Полховский                                          | 3:33         |
| 11. | «Идолом»                                            | Дорн, Мясников                                                        | 3:43         |
| 12. | «???» (скрытые треки «Уезжать» и «Полный»)          | Дорн, Мясников                                                        | 8:04         |
| 13. | «Город»                                             | Дорн, Мясников                                                        | 3:41         |
| 14. | «Стайлооо» (демозапись из студии)                   | Дорн, Мясников                                                        | 1:41         |
| 15. | «Стыцамикс»                                         | Дорн, Мясников                                                        | 4:00         |
| 16. | «Стыцамэн» (Skyoffice remix by Alexander Panayotov) | Дорн                                                                  | 5:08         |

| №   | Название                   | Автор(ы)                                          | Длительность |
| --- | -------------------------- | ------------------------------------------------- | ------------ |
| 1.  | «Оуе пахатам»              | Иван Дорн, Роман Мясников                         | 2:59         |
| 2.  | «Dorn Live Studio»         | Е. Яременко, Иван Дорн, Роман Мясников            | 3:10         |
| 3.  | «Hto_By_Te_Ne_Soslv_S_Uma» | В. Курочкин, Иван Дорн                            | 2:12         |
| 4.  | «\|.\|fi\|AUO»             | Kenneth Gamble, LEON HUFF, Е. Яременко, Иван Дорн | 1:44         |
| 5.  | «KRICHU»                   | Иван Дорн                                         | 1:31         |
| 6.  | «Nenavijy»                 | Е. Яременко, Иван Дорн, Роман Мясников            | 0:35         |
| 7.  | «TI TAKAYA ODNAOO»         | Алекс Боев, Артур Полховский                      | 3:26         |
| 8.  | «Touch»                    | Kenneth Gamble, LEON HUFF, Е. Яременко, Иван Дорн | 1:56         |
| 9.  | «Вика и коньяк»            | Иван Дорн                                         | 0:57         |
| 10. | «Звезды на небе»           | В. Курочкин, Иван Дорн                            | 3:52         |
| 11. | «Как о»                    | А.П. Колиоглу, Иван Дорн                          | 3:27         |
| 12. | «Какими судьбами»          | Иван Дорн                                         | 1:39         |
| 13. | «Моим идолом»              | Иван Дорн, Роман Мясников                         | 0:31         |
| 14. | «Моим идолом 1»            | Иван Дорн, Роман Мясников                         | 1:27         |
| 15. | «Самая моя тыц амэн»       | Иван Дорн                                         | 0:51         |
| 16. | «Северное сияние»          | Иван Дорн, Роман Мясников                         | 0:51         |
| 17. | «Симпатискай Мой»          | Иван Дорн, Роман Мясников                         | 1:03         |
| 18. | «Уезжать»                  | Иван Дорн, Роман Мясников                         | 3:06         |

## Участники записи
- Иван Дорн — продюсер, вокал, бэк-вокал
- Роман Bestseller (Мясников) — продюсер, саунд-продюсер, аранжировка, программинг, вокал, бэк-вокал
- DJ Pahatam — программирование ударных, драм-машина
- DJ Krypton — мастеринг

## Чарты
| Страна (Чарт)                | Высшая Позиция |
| ---------------------------- | -------------- |
| Россия (2М Топ 25. Альбомы.) | 1              |

| Страна (Чарт, 2012)          | Высшая Позиция |
| ---------------------------- | -------------- |
| Россия (2М Топ 50. Альбомы.) | 2              |
| Россия (Billboard Hot 50)    | 8              |

## Награды и номинации
| Год  | Награда       | Номинированная работа       | Категория      | Результат |
| ---- | ------------- | --------------------------- | -------------- | --------- |
| 2012 | Степной волк  | «Стыцамэн»                  | Видео          | Номинация |
| 2012 | Премия RU.TV  | «Стыцамэн»                  | Лучший старт   | Победа    |
| 2012 | Премия RU.TV  | «Стыцамэн»                  | Лучший рингтон | Номинация |
| 2012 | YUNA Awards   | Co’n’dorn                   | Лучший альбом  | Победа    |
| 2012 | YUNA Awards   | «Стыцамэн»                  | Лучшая песня   | Номинация |
| 2012 | ZD Awards     | Co’n’dorn                   | Альбом года    | Номинация |
| 2013 | Премия Муз-ТВ | Co’n’dorn                   | Лучший альбом  | Победа    |
| 2013 | Премия Муз-ТВ | «Бигуди»                    | Лучшая песня   | Номинация |
| 2013 | Премия Муз-ТВ | «Синими, жёлтыми, красными» | Лучшая песня   | Номинация |
| 2013 | Премия Муз-ТВ | «Синими, жёлтыми, красными» | Лучшее видео   | Номинация |

### Рейтинги и списки
| Издание        | Страна  | Рейтинг/Список                                                                | Год  | Источник |
| -------------- | ------- | ----------------------------------------------------------------------------- | ---- | -------- |
| Afisha@Mail.ru | Украина | «10 украинских альбомов 2012 года» (без ранжирования)                         | 2012 | [ 76 ]   |
| GQ             | Россия  | «Альбомы года» (без ранжирования)                                             | 2012 | [ 16 ]   |
| MUZ.RU         | Россия  | «Итоги года: 50 самых интересных альбомов. Выбор редакции» (без ранжирования) | 2012 | [ 75 ]   |
| Time Out       | Россия  | «7 лучших новых альбомов» (без ранжирования)                                  | 2012 | [ 71 ]   |
| Top10.ua       | Украина | «Итоги 2012: 10 главных релизов украинской музыки» (2-е место)                | 2012 | [ 77 ]   |
| Trill          | Россия  | «Лучшие альбомы 2012» (20-е место)                                            | 2012 | [ 73 ]   |
| «Афиша»        | Россия  | «Музыкальные итоги-2012. Альбомы года» (без ранжирования)                     | 2012 | [ 72 ]   |
| «МК»           | Россия  | «Калейдоскоп самых громких пластинок-2012» (без ранжирования)                 | 2012 | [ 79 ]   |
| «Сноб»         | Россия  | «25 альбомов года, которые не дадут покоя ни ногам, ни голове» (12-е место)   | 2012 | [ 78 ]   |